# Kleine Henricuspolder
De Kleine Henricuspolder of Annex-Henricuspolder is een polder tussen Oostburg en Nieuwvliet, behorend tot de Oranjepolders.
De bedijking betrof een schorrengebied in het Nieuwerhavense Gat van 15 ha dat ten noorden van de Groote Henricuspolder lag. De polder kwam klaar in 1649. Ze kwam echter weer onder water te staan en werd herdijkt in 1660.
De polder ligt ten noorden van de Henricusdijk. De hoeve Elsenhof ligt in deze polder.